# Johann Jakob Winkler
Johann Jakob Winkler (* 23. Februar 1831 in Wermatswil; † 25. August 1893 in Stans) war ein Schweizer Rechenkünstler.
Er war das zweite von zehn Kindern von Ulrich Winkler und Elizabeth Enderlig. Sein Grossvater stammte aus Zell ZH und wurde 1829 Bürger von Uster. Er heiratete Amalie Karoline Forstinger aus Karlsruhe. Das Ehepaar hatte keine Kinder.
Zell verdiente sein Geld mit Kopfrechnen. Er hatte ein hervorragendes Zahlengedächtnis, notierte sich bei Vorführungen nichts und las auch nicht ab, da er sehr kurzsichtig war. Aufgaben liess er sich in der Regel zweimal laut vorlesen, wobei er häufig schon vor dem zweiten Vorlesen die Lösung hatte. Wie der Rechenkünstler Jacques Inaudi berechnete er zunächst eine Näherungslösung und interpolierte dann. Er berechnete Logarithmen auf sieben Stellen und umgekehrt die Zahlen zu gegebenen Logarithmen mit gleicher Leichtigkeit. Er löste auch physikalische Aufgaben.
Er besuchte England und ging dann nach Paris, wo ihn Hermann Laurent kennenlernte, der ihn für einen Engländer hielt und in der Grande Encyclopédie von Larousse über ihn berichtete (Artikel «Kopfrechnen», Calcul Mental). Er konnte 5000 Zahlen, die man ihm zweimal vorlas, noch nach vierzehn Tagen aufsagen. Man stellte ihm die Aufgabe, eine fünfstellige Zahl in vier Quadrate zu zerlegen, und er gab nach drei Minuten verschiedene Lösungen.
Üblicherweise zerlegte er eine Zahl in Produkte:
{\displaystyle x=a\prod _{i}(1+{\frac {p_{i}}{q_{i}}})}
und benutzte dann Logarithmen, die er von 1 bis 100 und bei den meisten von 100 bis 1000 auswendig kannte (ausserdem viele weitere Logarithmen der Zahlen 100p, 1000p usw.). Bei Renten- und Zinsrechnungen benutzte er neben Logarithmen auswendig gelernte Zinstabellen. Ausserdem kannte und nutzte er alle gängigen Schnellrechenregeln.
Im Gegensatz zu anderen Kopfrechnern der Zeit war er gebildet und verstand etwas von höherer Mathematik (Analysis). Er interessierte sich auch für Literatur und Philosophie. Für Geschriebenes hatte er ein ganz normales Gedächtnis (er hatte nach eigenen Angaben normale Probleme, eine Erzählung auswendig zu lernen).
Seine Methoden liess er durch G. von Tobel in Zürich 1883 veröffentlichen. Noch in den 1860er Jahren bot er in Paris an, seine Methode gegen 100'000 Francs offenzulegen. Er gab öffentliche Vorstellungen seiner Kunst in der Schweiz, zum Beispiel in Solothurn und anderen Städten. Winkler starb völlig verarmt im Kantonsspital in Stans.

## Schriften
- Sammlung sehr werthvoller Rechnungsformeln, Aufgaben und Tabellen, leichtverständlich für jedermann, speziell für Kopfrechner. Meyer und Zeller, Zürich 1889 (Herausgeber G. von Tobel).